# Burniestrype
Burniestrype est un hameau à Moray, en Écosse.